# Jordan Peele
Jordan Haworth Peele (* 21. února 1979) je americký herec, komik a filmař. Účinkuje ve filmových a televizních komediích a hororech.
Peeleova průlomová role přišla v roce 2003, kdy byl zaměstnán jako člen obsazení komediálního seriálu Mad TV na FOX, kde byl pět let a poté vystoupil v roce 2008. V následujících letech, on a jeho spolupracovník z Mad TV, Keegan-Michael Key, vytvořili a hráli ve svém vlastním skečovém pořadu Key & Peele (2012–2015).
V roce 2017 režijně debutoval filmovým hororem Uteč. Film se dočkal mnoha ocenění včetně Oscara za nejlepší původní scénář.